# Rainer Kunad
Rainer Kunad (ur. 24 października 1936 w Chemnitz, zm. 17 lipca 1995 w Reutlingen) – niemiecki kompozytor.

## Życiorys
W latach 1955−1956 uczył się u Wernera Hübschmanna i Paula Kurzbacha w konserwatorium w Dreźnie, następnie w latach 1956−1959 studiował w Lipsku u Fidelio F. Finkego i Ottmara Gerstera (kompozycja) oraz Paula Schenka (teoria). Od 1960 do 1974 roku był kierownikiem muzycznym Sächsische Staatstheater w Dreźnie. Współpracował z operami w Dreźnie i Berlinie, był członkiem berlińskiej Akademie der Künste. W latach 1978−1984 wykładał w Hochschule für Musik w Lipsku, następnie wyjechał do RFN i osiadł w Tybindze.

## Twórczość
Początkowo pozostawał pod wpływem neoprymitywizmu Carla Orffa, później w jego twórczości zaznaczają się różnorakie tendencje (wpływy Lutosławskiego, Pendereckiego, Henzego). Komponował przede wszystkim utwory sceniczne.

## Wybrane kompozycje
(na podstawie materiałów źródłowych)

### Utwory orkiestrowe
- Aphorismen (1956)
- Sinfonia variatione (1959)
- 2 symfonie (1964, 1967)
- Concerto per archi (1967)
- Sinfonietta (1969)
- Koncert fortepianowy (1969)
- Quadrophonie na smyczki, instrumenty dęte i kotły (1973)
- symfonia chóralna Die sieben Siegel (1993)

### Utwory sceniczne
- teatr muzyczny Bill Brook (wyst. Drezno 1965)
- teatr muzyczny Old Fritz (wyst. Drezno 1965)
- opera Maître Pathelin, oder Die Hammelkomodie (wyst. Drezno 1969)
- opera Sabellicus (wyst. Berlin 1974)
- miniopera Der Eiertanz (wyk. telewizja wschodnioniemiecka 1975, premiera sceniczna Tybinga 1986)
- opera Litauische Claviere (wyst. Drezno 1976)
- opera Vincent (wyst. Drezno 1976)
- komedia muzyczna Amphytrion (wyst. Berlin 1984)
- opera Der Meister und Margarita (wyst. Karlsruhe 1986)
- misterium sceniczne Die Menschen von Babel (1986)
- opera Der verborgene Name (1990)
- opera Kosmischer Advent (1991)